# テレピア
テレピアは、愛知県名古屋市東区東桜一丁目の複合ビルディング。

## 概要
東海テレビ放送の本社の隣に位置する。同社の子会社である東海放送会館が管理、運営している。

## 施設
オフィスフロア
三重テレビとフジテレビ系列局（フジテレビ、富山テレビ、石川テレビ、福井テレビ、テレビ静岡、長野放送、関西テレビ）の支社、支局が入居しており、名古屋におけるフジネットワークの拠点となっている。
テレピアホール
1988年にオープンした最大504席を完備する多目的ホール。2014年（平成26年）3月31日をもって貸ホールとしての営業を終了した。以降は自社主催イベントの会場として用いてきたが、2022年（令和4年）7月16日より、東映との共同運営によるアニメコンテンツ専門ホールにリニューアルした。
テナントフロア
2009年2月8日にホテルオークラレストラン名古屋が14階・15階部分に移転した。
地下駐車場
駐車台数：90台。